# Martin Cedergren
Martin Cedergren, född 28 maj 1974 i Ystad, är en svensk flerfaldigt prisbelönt kreatör. Cedergren har bland annat vunnit fyra Guldägg – det första 1999 och två Cannes Lions Grand Prix. Han har också suttit i flera juryer som delar ut reklampriser, till exempel har han varit kategoriordförande i D&AD, juryordförande i London International Awards och jurymedlem i Cannes Lions och kategoriordförande i Guldägget. Han är även Sveriges ambassadör för Webby Awards.

## Biografi
Cedergren är uppvuxen på Österlen. I september 1999 startade Cedergren webbyrån Starlet Deluxe tillsammans med Tony Sajdak, Peter Karlsson och Viktor Larsson. Efter flera utmärkelser och cirka 18 månader senare gick Starlet Deluxe ihop med webbyrån Abel & Baker där bland annat David Sundin, Kristoffer Triumf och Måns Ulvestam samtidigt jobbade. Cedergren var inblandad i kampanjen "Phone Karaoke Challenge" för MTV Nordic som vann ett Silverägg 2001.
År 2002 rekryterades Cedergren till reklambyrån Forsman & Bodenfors i Göteborg och var en av de inblandade att vinna byråns första Grand Prix i Cannes Lions för uppdragsgivaren Volvo Cars med lanseringskampanjen för Volvo XC90 och 2007 blev han rankad som den tredje bästa webbkreatören i världen.
I maj 2007 värvades Cedergren till AKQA för att som kreativ chef, starta ett nytt kontor i Amsterdam och jobba med Nike Europe. Drygt ett år senare gick han vidare till reklambyrån 180 Amsterdam för att jobba med adidas.
Ungefär ett år senare flyttade han hem till Sverige igen för att börja på reklambyrån Åkestam Holst i Stockholm som kreativ ledare tillsammans med Andreas Ullenius. Under deras kreativa ledarskap fick byrån utmärkelsen "International Small Agency of the Year" av AdAge och Cedergren var inblandad i kampanjer som till exempel Stockholm Pride som vann ett Guldägg och ett Silverägg samt PepsiCo som vann ett Silverägg.   
I november 2012 startade Cedergren reklambyrån M&C Saatchi Stockholm tillsammans med Bjarte Eide, Klara Eide och Patrick Dry. I december 2015 rankades byrån som en av de bästa i världen av den asiatiska reklamtidningen Campaign Brief och vann två Silverägg 2014 för Stockholm Pride. År 2018 värvades han till reklambyrån Stendahls i Göteborg där han var inblandad i kampanjer för Göteborg Film Festival där den sista, "The Isolated Cinema", var en av de mest belönade i världen 2021.
Martin Cedergren började 1 september 2021 som Global Creative Director på Lindex. Han hamnade på tidningen Market lista "60 nytänkare och innovatörer som tar handeln in i framtiden" i maj 2023 och när Resumé listade "Sveriges mesta guldäggsvinnare 1961–2023" hamnade Cedergren på delad 17:e plats med fyra guldägg.
I slutet på 2023 blev Lindex marknadsavdelning överlägsen vinnare i Resumés och Dagens Medias egen tävling, Inhouse Awards, med vinster i tre av fyra kategorier: Årets idé, Årets kampanj och Årets inhouseteam. 2024 utsågs Lindex till "Årets Varumärke" av Sveriges Marknadsförbund. 